# Rosie Taylor-Ritson
Rosie Taylor-Ritson (Brighton, Inglaterra; 18 de febrero de 1997) es una actriz británica, conocida por su papel como Celia Grey en Nanny McPhee and the Big Bang.
Comenzó sus estudios de canto, interpretación y danza en una escuela local a los 11 años. Poco tiempo después de matricularse en una academia en la que participa una agencia de talentos, le ofrecieron su papel como "Celia".

## Filmografía

### Películas
| Año  | Título                            | Papel          | Notas     | Refs  |
| ---- | --------------------------------- | -------------- | --------- | ----- |
| 2008 | Trace                             | George         |           |       |
| 2010 | Nanny McPhee and the Big Bang     | Celia Grey     |           | [ 2 ] |
| 2015 | Strangers Within                  | Ella           |           | [ 3 ] |
| 2020 | Casualty (serie, episodio #34.21) | Nerys Driscoll |           |       |
|      | Cost of living                    | Robin Baghurst | Rodandose |       |